# Старий Курлак
Старий Курлак (рос. Старый Курлак) — село в Аннинському районі Воронезької області Російської Федерації.
Населення становить 361 особу (2010). Входить до складу муніципального утворення Новокурлакське сільське поселення.

## Історія
Населений пункт розташований у історичному регіоні Чорнозем'я. Від 1928 року належить до Аннинського району, спочтаку в складі Центрально-Чорноземної області, а від 1934 року — Воронезької області.
Згідно із законом від 15 жовтня 2004 року входить до складу муніципального утворення Новокурлакське сільське поселення.

## Населення
| 1859 | 1926  | 1956  | 2000 | 2005 | 2007 | 2009 |
| ---- | ----- | ----- | ---- | ---- | ---- | ---- |
| 2493 | ↗4441 | ↘1249 | ↘580 | ↘523 | ↘474 | ↗500 |
| 2010 |       |       |      |      |      |      |
| ↘361 |       |       |      |      |      |      |